# Facundo Sava
Facundo Sava (Ituzaingó, 7 marzo 1974) è un allenatore di calcio ed ex calciatore argentino, di ruolo attaccante.

## Carriera
Fece il suo debutto nella squadra del Ferro Carril Oeste il 31 ottobre del 1993, e nel 1996 si trasferì al Boca Juniors. Nel 1997 andò a giocare nel Gimnasia y Esgrima La Plata. Nel 2002 si trasferì al Fulham, nella Premiership inglese, per 2 milioni di sterline. Successivamente si trasferì al Celta Vigo, in Spagna. Esordì con la squadra della Galizia in occasione della seconda giornata del campionato di Segunda División, quando il Celta, allenato da Fernando Vázquez, vinse per 1-0 contro il Gimnàstic de Tarragona e Sava entrò in campo al 64' al posto di José Ignacio Franco. Nella giornata successiva, contro lo Sporting de Gijón, giocò per la prima volta da titolare. Il 26 settembre, in occasione della quinta giornata realizzò la sua prima rete in Spagna, siglando il gol del vantaggio nella partita pareggiata per 1-1 in casa del Murcia. Concluse la stagione con 26 presenze e segnò altre due reti, contro Real Valladolid e Tenerife. Finita la stagione, passò al Lorca, un'altra squadra della Segunda División spagnola. Sotto la guida dell'allenatore Unai Emery, collezionò 38 presenze e sette reti, contribuendo al raggiungimento del quinto posto in classifica. Esordì in campionato con la squadra murciana il 4 settembre 2005, nella partita vinta per 3-1 in casa dell'Elche. Il 25 settembre realizzò il suo primo gol, grazie al quale il Lorca si impose per 1-0 contro il Gimnàstic de Tarragona. Il 20 novembre, in occasione della vittoria per 4-0 contro l'Hércules segnò una doppietta.
Alla fine della stagione tornò in Argentina per giocare nel Racing Club de Avellaneda. Nel 2008 passò all'Arsenal de Sarandí e nel 2009 al Quilmes.

## Palmarès

### Club

#### Competizioni internazionali
- Coppa Intertoto UEFA: 1

Fulham: 2002
- Coppa Suruga Bank: 1

Arsenal de Sarandí: 2008